# 20887 Ngwaikin
20887 Ngwaikin (2000 WP2) là một tiểu hành tinh vành đai chính được phát hiện ngày 18 tháng 11 năm 2000 bởi W. K. Y. Yeung ở Desert Beaver Observatory.